# Jakob-Kaiser-Platz (metrostation)
Jakob-Kaiser-Platz is een station van de metro van Berlijn, gelegen in het stadsdeel Charlottenburg-Nord. Het station ligt in een rechte hoek onder snelweg BAB 111 en ten noorden van de Jakob-Kaiser-Platz, een verkeersplein waar een aantal hoofdwegen en snelwegaansluitingen samenkomt. In de omgeving bevinden zich typische jaren-vijftig-woonwijken met afwisselend flats en laagbouw te midden van veel groen. Station Jakob-Kaiser-Platz werd geopend op 1 oktober 1980 en is onderdeel van lijn U7.
Het metrostation werd ontworpen door Rainer Rümmler, indertijd huisarchitect van de Berlijnse metro, en heeft een eilandperron. Net als het naburige station Halemweg kreeg het een wandbekleding van verticaal geplaatste houten panelen, die hier geel zijn. Ook de met aluminiumplaten afgewerkte pilaren dragen de kleur geel, waardoor het station net als zijn oranje westerbuur een zeer monochroom uiterlijk heeft. Voor de stationsborden en het perronmeubilair koos de architect de contrasterende kleur rood.
In het midden van het station leidt een trappenhuis naar een tussenverdieping, met uitgangen aan weerszijden van de Kurt-Schumacher-Damm, die parallel aan de BAB 111 loopt. De inbouw van een lift zal volgens de prioriteitenlijst van de Berlijnse Senaat pas na 2010 plaatsvinden. Op den duur moeten alle Berlijnse metrostations volledig toegankelijk voor mindervaliden zijn.